# Faculdade de Direito da Universidade de Brasília
A Faculdade de Direito da Universidade de Brasília é uma instituição de ensino superior localizada em Brasília. Integrante da UnB, está situada no campus Darcy Ribeiro, o mais antigo da instituição. Em 2019, foi considerada pelo Ranking Universitário Folha (RUF) como a melhor faculdade de direito do Brasil em qualidade de ensino, 4ª no ranking geral.

## História
A Faculdade de Direito é uma das unidades acadêmicas da Universidade de Brasília. O curso de Direito existe desde a criação da Universidade em 1962, tendo ficado inicialmente a cargo do Instituto Central de Ciências Humanas (ICCH) até a criação da Faculdade de Ciências Jurídicas e Sociais (FCJS), em 1967. Três anos depois, a nascente FCJS foi agregada à Faculdade de Ciências Sociais Aplicadas, que abrangia, ainda, os cursos de Biblioteconomia e Informação Científica e de Comunicação. Em 1982, o curso de direito foi transferido para nova unidade acadêmica, a Faculdade de Estudos Sociais e Aplicados (FA), cujo prédio, inaugurado no mesmo ano, fora exclusivamente projetado para abrigar os cursos de Direito, Ciência Política e Relações Internacionais. Desde 2012, com a criação de novo edifício para os outros dois cursos, o prédio da extinta FA passa a ser inteiramente da Faculdade de Direito (FD).
Em 1975, ocorreu a criação do Mestrado em Direito. O curso de pós-graduação começou com área de concentração em Direito e Estado, permanecendo até hoje com esta área em enfoque, caracterizando-se como um destaque nacional nos estudos de Direito Público.  Sendo certo que tal curso sofreu diversas mudanças ao longo dos anos, é fato que ele sempre manteve a qualidade e boa avaliação da Coordenação de Aperfeiçoamento de Pessoal de Nível Superior (CAPES).  Vale lembrar que o mestrado, originalmente, contava com três linhas de pesquisa: Direito, Estado e Sociedade: Políticas Públicas e Democracia; Direito, Estado e Economia; e Constituição, Processo e Direitos Fundamentais.  
Retomando a análise histórica, em 1986 foi criado o Núcleo de Estudos para a Paz e Direitos Humanos (NEP), vinculado ao Centro de Estudos Avançados Multidisciplinares (CEAM), que lutou pelo direito à moradia e ações comunitárias. Foi o primeiro projeto de extensão promovido por alunos de Direito da UnB.
Já em 1994, além da criação do curso noturno, ocorreu uma das maiores e mais importantes transformações no curso de direito. O que antes era Departamento de Direito renasce como Faculdade de Direito. Tal fato é extremamente importante por ter  encerrando um descompasso latente frente às outras Faculdades do país. Especialmente levando em conta o vanguardismo e o renome do curso de Direito da Universidade de Brasília.
Em 1996, dá-se uma importante mudança no currículo do curso. Em razão da Portaria MECD nº 1886/94, que fixava as diretrizes curriculares e o conteúdo mínimo do curso jurídico, os cursos de Direito de todo o país tiveram que adotar como obrigatória a monografia final de curso, além de exigir de cada aluno 300 horas de atividades complementares (incluindo pesquisa, extensão, seminários, simpósios, congressos, conferências, monitoria, iniciação científica, entre outros). A Faculdade de Direito se adaptou a tal comando, buscando construir, a partir das novas exigências impostas pelo MEC, uma visão mais humanista, crítica e filosófica do curso, a qual trabalhasse a interdisciplinaridade e o intercâmbio entre a teoria e a prática.
O Núcleo de Prática Jurídica e Escritório de Direitos Humanos e Cidadania (NPJ), inaugurado no ano de 1997, somou-se ao projeto supracitado, apresentando-se como uma extensão da Faculdade de Direito. O NPJ surgiu como uma alternativa de construção e democratização do conhecimento, superando a mera assistência judiciária. Um de seus objetivos é contar com uma proposta interdisciplinar de trabalho, dentro da prática, outras habilidades necessárias ao jurista. Com o auxílio do NPJ e da organização efetiva de estudantes interessados, nossa Faculdade de Direito passou a contar com diversos projetos de extensão nos últimos anos. Algo inovador e de suma importância para o tradicionalíssimo curso antes existente. 
Em 2005, foi instituído o Programa de Doutorado em Direito, Estado e Constituição, contribuindo efetivamente para o aperfeiçoamento das pesquisas da Faculdade de Direito da Universidade de Brasília. Com uma grande reformulação do currículo de pós-graduação também em função do programa de doutorado e em consonância com as novas diretrizes de pesquisas que surgiram nesse contexto, as linhas de pesquisa do programa de pós-graduação foram ampliadas para cinco, que são: 1) Pluralismo Jurídico e Direito Achado na Rua; 2) Constituição e Democracia: Teoria, História, Direitos Fundamentais e Jurisdição Constitucional; 3) Sistemas de Justiça, Direitos Humanos e Educação Jurídica; 4) Globalização, Transformações do Direito e Ordem Econômica; e 5) Direitos Metaindividuais, Processo e suas Origens Romanistas. O programa de pós-graduação, alcançou, então, a nota 5 na avaliação trienal da CAPES. Em 2013, como resultado da avaliação trienal do período 2010-2012, o Programa de Pós-Graduação em Direito (PPGD) logrou obter a nota 6, inserindo-o entre os Programas de maior prestígio no Brasil. E em 2022, após um pedido de reavaliação de nota, o PPGD da instituição conquistou o conceito 7 na avaliação CAPES, o que representa um prestígio internacional. No Brasil, somente a UnB, a UFMG e a USP têm cursos de Direito com a nota 7. 

## Professores, ex-professores e ex-alunos notórios
- Joaquim Barbosa, ex-presidente do Supremo Tribunal Federal
- Teori Albino Zavascki, ex-ministro do Supremo Tribunal Federal
- Gilmar Mendes, ministro do Supremo Tribunal Federal
- Marco Aurélio Mello, ministro do Supremo Tribunal Federal
- Moreira Alves, ex-ministro do Supremo Tribunal Federal
- Ilmar Galvão, ex-ministro do Supremo Tribunal Federal
- Carlos Mário da Silva Velloso, ex-ministro do Supremo Tribunal Federal
- Francisco Rezek, ex-ministro do Supremo Tribunal Federal
- Aliomar Baleeiro, ex-ministro do Supremo Tribunal Federal
- Victor Nunes Leal, ex-ministro do Supremo Tribunal Federal
- Hermes Lima, ex-ministro do Supremo Tribunal Federal
- Raquel Dodge, ex-Procuradora-Geral da República
- Luiz Alberto Gurgel de Faria, ministro do Superior Tribunal de Justiça
- Marcelo Navarro Ribeiro Dantas, ministro do Superior Tribunal de Justiça
- Sebastião Alves dos Reis Júnior, ministro do Superior Tribunal de Justiça
- Reynaldo Soares da Fonseca, ministro do Superior Tribunal de Justiça
- Antônio Augusto Cançado Trindade, membro do Tribunal Internacional de Justiça
- Torquato Jardim, Ministro da Justiça e Segurança Pública e ex-ministro do Tribunal Superior Eleitoral
- Geraldo Brindeiro, ex-Procurador Geral da República
- Ela Wiecko, Sub-Procuradora Geral da República
- Carlos Alberto Reis de Paula, Presidente do Tribunal Superior do Trabalho
- Tarcisio Vieira de Carvalho Neto, ex-ministro do Tribunal Superior Eleitoral
- Henrique Neves da Silva, ex-ministro do Tribunal Superior Eleitoral
- Marcelo Henriques Ribeiro de Oliveira, ex-ministro do Tribunal Superior Eleitoral
- Ítalo Fioravanti Sabo Mendes, desembargador do Tribunal Regional Federal da 1ª Região
- Vallisney de Souza Oliveira, desembargador do Tribunal Regional Federal da 6ª Região
- Jessé de Souza, sociólogo
- Antônio Carlos de Almeida Castro, advogado criminalista
- Humberto Jacques de Medeiros, ex-Vice-Procurador-Geral da República
- Marcelo Neves, ex-membro do Conselho Nacional de Justiça